# 蘆名盛信
蘆名 盛信（あしな もりのぶ、応永15年（1408年） - 宝徳3年3月18日（1451年4月19日））は、室町時代中期の武将。蘆名氏の第11代当主。通称は小次郎。官位は修理大夫、下総守など。第9代当主・蘆名盛政の子。
文安元年（1444年）に死去した兄から家督を譲られ、当主となった。兄と同様、在世時の動静は不明な点が多い。永享12年（1440年）6月、篠川御所の足利満直を奥州の諸豪族が襲撃し、自害に追い込むという事件が発生しており、盛信もこれに追随した。領主としては漆樹の栽培を奨励しており、（1449年）には金山漆ろうそくが作られ始めた他会津塗や絵蝋燭など後の会津地方を代表する特産品のきっかけを作った。
宝徳3年（1451年）に没し、跡を子の盛詮が継いだ。